# Hechtel-Eksel
Hechtel-Eksel  – miejscowość i gmina (gemeente) w Belgii, w Regionie Flamandzkim, w prowincji Limburgia, w okręgu Maaseik. 1 stycznia 2024 liczyła 12 965 mieszkańców. Powstała 1 stycznia 1977 r.

## Podział administracyjny
W skład gminy wchodzą dwie dzielnice (deelgemeente):
- Eksel
- Hechtel

## Demografia
- Źródła:NIS, :od 1806 do 1981= według spisu; od 1990 liczba ludności w dniu 1 stycznia

1 stycznia 2024 całkowita populacja Hechtel-Eksel liczyła 12 965 osób. Łączna powierzchnia gminy wynosi 76,68 km², co daje gęstość zaludnienia 169 mieszkańców na km².